# Lalaina Randrianantoandro
Lalaina Randrianantoandro es una deportista malgache que compitió en taekwondo. Ganó una medalla de oro en el Campeonato Africano de Taekwondo de 2005 en la categoría de –59 kg.

## Palmarés internacional
| Campeonato Africano | Campeonato Africano       | Campeonato Africano | Campeonato Africano |
| Año                 | Lugar                     | Medalla             | Categoría           |
| ------------------- | ------------------------- | ------------------- | ------------------- |
| 2005                | Antananarivo (Madagascar) | Medalla de oro      | –59 kg              |